# Суд першої інстанції
Суд першої інстанції — суд, який розглядає справу з початку, безпосередньо досліджує докази і виносить рішення (вирок) по суті.
Від судів вищих (апеляційної, касаційної, наглядової) інстанцій він відрізняється тим, що саме до суду першої інстанції особа звертається за захистом своїх прав та інтересів, а до вищих судів — факультативно, у разі незгоди з винесеним рішенням. Таким чином, на першу інстанцію покладається основне навантаження зі здійснення правосуддя в будь-якій країні.
Прикметно, що англійською мовою «перша інстанція» перекладається як «Original jurisdiction».

## В Україні
Місцевий суд є судом першої інстанції і розглядає справи, віднесені процесуальним законом до його підсудності. Проте, поняття «місцевий суд» не рівнозначне поняттю «суд першої інстанції». Згідно зі статтею 17 Закону України «Про судоустрій і статус суддів», система судів загальної юрисдикції відповідно до Конституції України будується за принципами територіальності, спеціалізації та інстанційності. Місцевий суд є найнижчою ланкою в системі судоустрою згідно принципу територіальності, а суд першої інстанції є найнижчою ланкою в системі судоустрою згідно принципу інстанційності. Таким чином, кожний місцевий суд є судом першої інстанції, але не кожний суд першої інстанції є найнижчим суто територіально: це залежить від правил підсудності. Один і той же суд може розглядати справи як по першій, так і по другій (а іноді по третій) інстанціях.
Згідно даних судової статистики, у I півріччі 2011 р. суди по першій інстанції розглянули 2,3 млн справ (цивільних, адміністративних, кримінальних, господарських, справ про адміністративні правопорушення), постанов, подань, клопотань, позовних заяв, заяв, скарг. В апеляційному порядку суди закінчили провадження у 699,6 тис. справ та матеріалів усіх категорій.

### укримінальному судочинстві
Суд першої інстанції — районний, районний у місті, міський та міськрайонний суд, який має право ухвалити вирок або постановити ухвалу про закриття кримінального провадження.

### уцивільному судочинстві
Усі справи, що підлягають вирішенню в порядку цивільного судочинства, розглядаються районними, районними у містах, міськими та міськрайонними судами.

### угосподарському судочинстві
Місцеві господарські суди розглядають у першій інстанції усі справи, підвідомчі господарським судам. Місцевими господарськими судами є господарські суди Автономної Республіки Крим, областей, міст Києва та Севастополя.

### вадміністративному судочинстві
Місцевим загальним судам як адміністративним судам підсудні:
1. адміністративні справи, у яких однією зі сторін є орган чи посадова особа місцевого самоврядування, посадова чи службова особа органу місцевого самоврядування, крім тих, які підсудні окружним адміністративним судам;
2. усі адміністративні справи з приводу рішень, дій чи бездіяльності суб'єктів владних повноважень у справах про притягнення до адміністративної відповідальності;
3. усі адміністративні справи щодо спорів фізичних осіб з суб'єктами владних повноважень з приводу обчислення, призначення, перерахунку, здійснення, надання, одержання пенсійних виплат, соціальних виплат непрацездатним громадянам, виплат за загальнообов'язковим державним соціальним страхуванням, виплат та пільг дітям війни, інших соціальних виплат, доплат, соціальних послуг, допомоги, захисту, пільг;
4. адміністративні справи з приводу рішень, дій чи бездіяльності державного виконавця чи іншої посадової особи державної виконавчої служби щодо виконання ними рішень судів;
5. адміністративні справи щодо примусового повернення в країну походження або третю країну та примусового видворення іноземців та осіб без громадянства за межі території України.

Окружним адміністративним судам підсудні адміністративні справи, у яких однією зі сторін є орган державної влади, інший державний орган, орган влади Автономної Республіки Крим, обласна рада, Київська або Севастопольська міська рада, їх посадова чи службова особа, крім випадків, передбачених цим Кодексом, та крім справ з приводу їхніх рішень, дій чи бездіяльності у справах про адміністративні проступки та справ, які підсудні місцевим загальним судам як адміністративним судам.
Вищому адміністративному суду України як суду першої інстанції підсудні справи щодо встановлення Центральною виборчою комісією результатів виборів або всеукраїнського референдуму, справи про дострокове припинення повноважень народного депутата України, а також справи щодо оскарження актів, дій чи бездіяльності Верховної Ради України, Президента України, Вищої ради юстиції, Вищої кваліфікаційної комісії суддів України.

### усправах про адміністративні правопорушення
Судді районних, районних у місті, міських чи міськрайонних судів розглядають справи про адміністративні правопорушення, передбачені статтею 221 Кодексу України про адміністративні правопорушення.
Місцеві господарські та адміністративні суди, апеляційні суди, вищі спеціалізовані суди та Верховний Суд України (тобто будь-який суд) уповноважені розглядати справи про прояв неповаги до суду (Стаття 1853 КпАП) і виносити у цих справах остаточні постанови, що не підлягають оскарженню.